# Ludwig Wenzel Lachnith

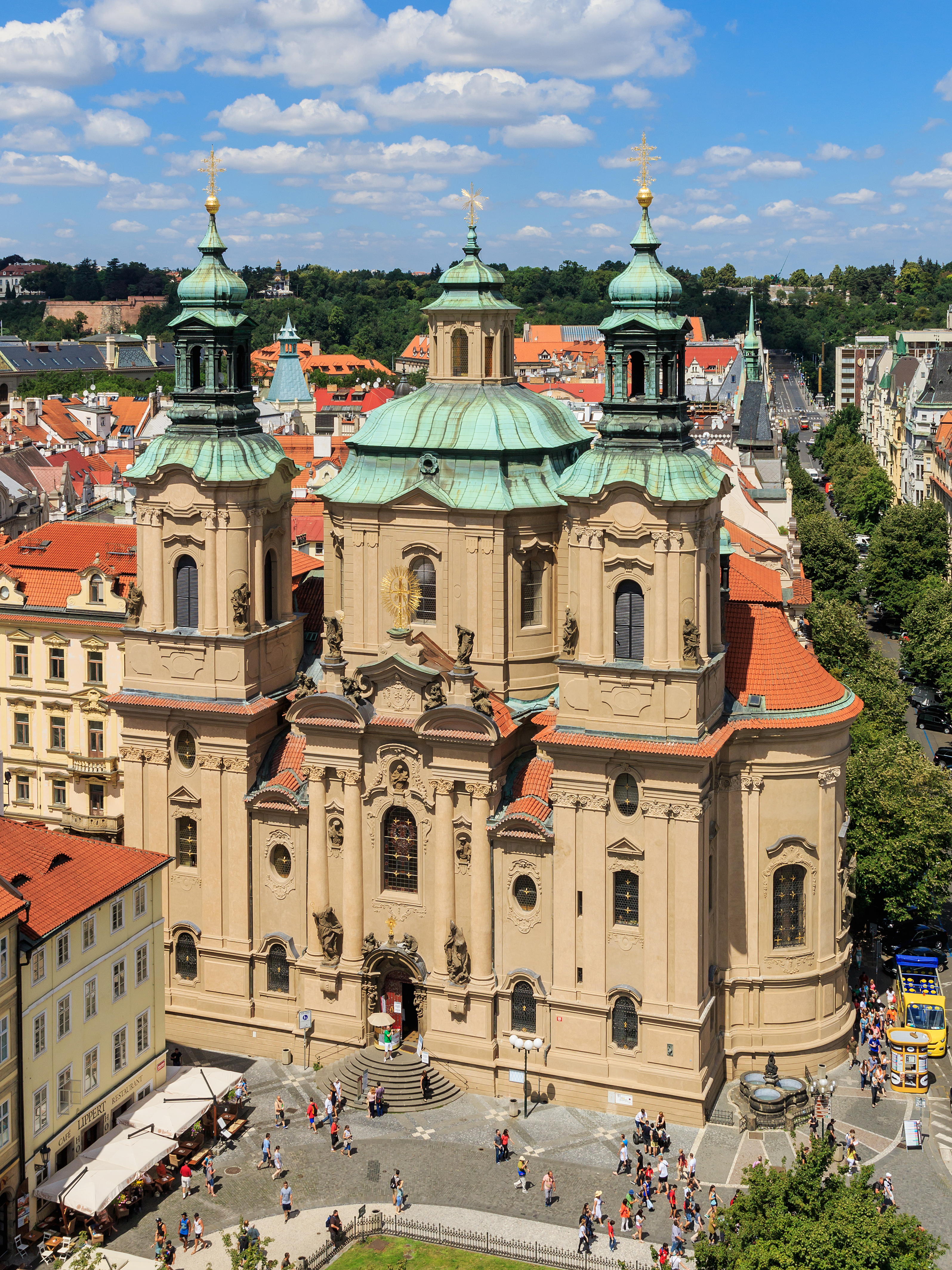
Vista de la iglesia de San Nicolás en Praga donde el padre de Lachnith trabajó como músico y donde el propio Lachnith se formó de niño.

Ludwig Wenzel Lachnith (Praga, 7 de julio de 1746 – París, 3 de octubre de 1820) fue un cornista bohemio y un compositor influido por Joseph Haydn e Ignaz Pleyel. Es conocido principalmente por sus adaptaciones de óperas de Wolfgang Amadeus Mozart. El compositor y escritor francés Hector Berlioz lo inmortalizó en una diatriba en su autobiografía.

## Biography

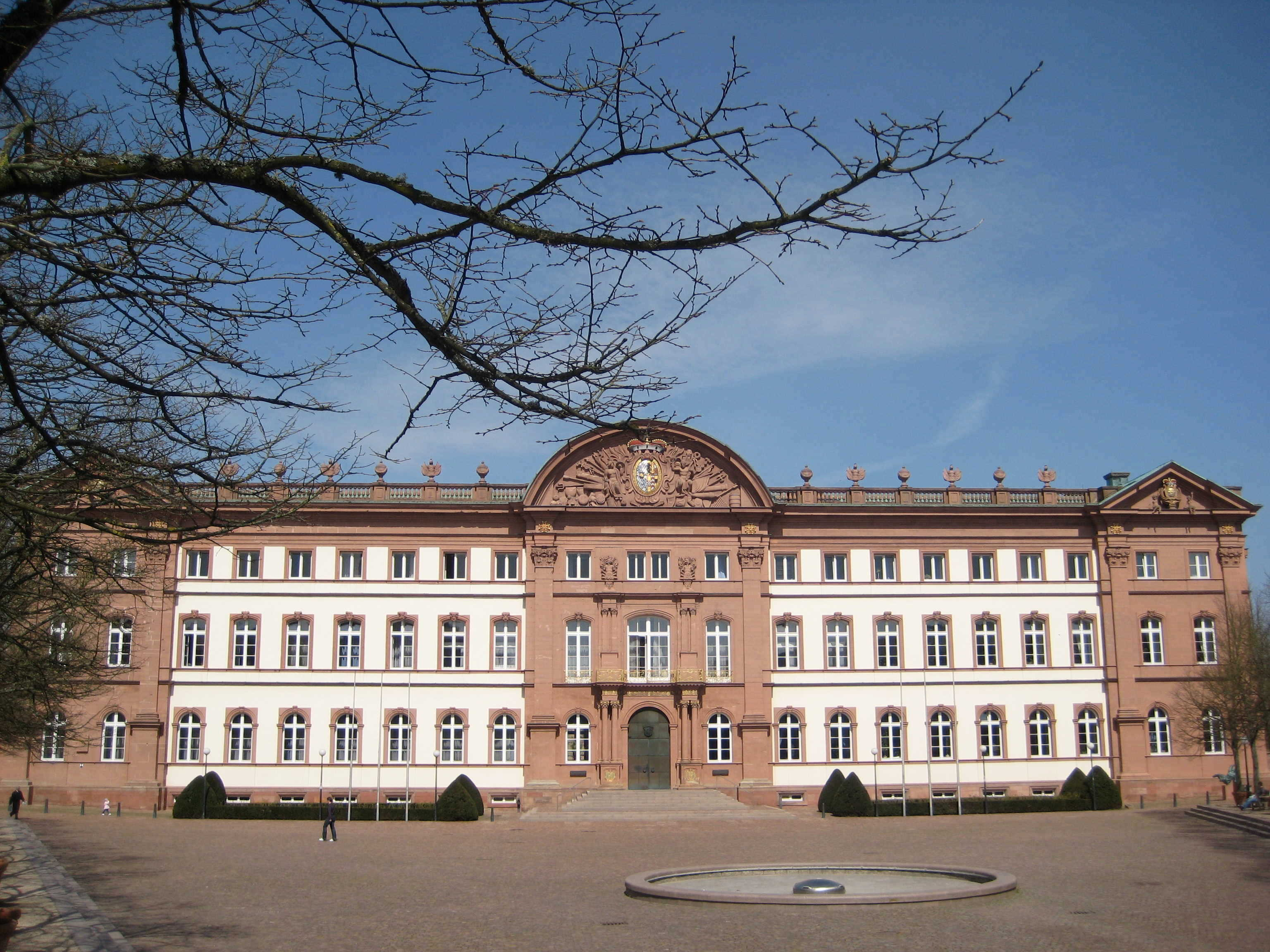
Castillo de Zweibrücken.

Lachnith nació en Praga. Tras sus primeros estudios con su padre Franz, un competente músico de iglesia, a partir de 1768, Lachnith formó parte de la orquesta de la corte en Zweibrücken.
En 1773 fue a París a estudiar corno francés con Johann Josef Rudolf (Rodolphe) y posteriormente composición con François-André Danican Philidor. A partir de 1783 vivió de forma permanente en París, donde sus sinfonías eran interpretadas en los Concerts de la Reine (la reina María Antonieta).
Con el advenimiento de la Revolución Francesa, se vio en aprietos con las nuevas autoridades y tuvo que renunciar a su puesto en la Ópera de París. Huyó del terror de la revolución en 1790, aunque regresó y consiguió ganarse la vida a duras penas dando clases particulares y arreglando óperas e incluso oratorios para los teatros parisinos. En 1801 empezó a trabajar como instructor en la Ópera de París, pero tuvo que abandonar al año siguiente; de todas formas volvió a ser contratado en 1806. Falleció en París.
Es conocido principalmente como compositor de pasticcios, obras para las que fusionaba piezas de varios compositores en una sola. Su arreglo de la música y libreto de La flauta mágica (Die Zauberflöte) de Mozart, que apareció en 1801 bajo el título Les Mystères d'Isis, fue un éxito inmediato, aunque también fue parodiado como Les Misères d'ici. En varias de obras tuvo como colaborador a Christian Kalkbrenner, padre del pianista y compositor Friedrich Kalkbrenner.

## Obras (selección)

### Óperas
- L'Heureuse Reconciliation (1785)
- L'Antiquaire (1789)
- Eugenie et Linval (1798).

### Oratorios
- Saul (1805)
- Batalla de Jericó (junto con Christian Kalkbrenner, 1805).

### Música de orquesta
- 24 sinfonías
- 3 conciertos para corno francés y orquesta

### Música de cámara
- 12 cuartetos de cuerda
- 6 tríos de piano
- 30 sonatas para piano y violín[5]

### Manuales de instrucciones
Escritos junto con Louis Adam:
- Méthode ou principe général du doigté pour le forte-piano (1798)
- Exercices préparatoires pour le piano